# Semizova Ponikva
Semizova Ponikva je naseljeno mjesto u općini Vareš, Federacija Bosne i Hercegovine, BiH.

## Stanovništvo

### 1991.
Nacionalni sastav stanovništva 1991. godine, bio je sljedeći:
ukupno: 118
- Hrvati - 97
- Jugoslaveni - 19
- ostali, neopredijeljeni i nepoznato - 2

### 2013.
Nacionalni sastav stanovništva 2013. godine, bio je sljedeći:
ukupno: 23
- Hrvati - 23